# Carl Nielsen Skolen
Carl Nielsen Skolen er en folkeskole i Nr. Lyndelse, Faaborg-Midtfyn Kommune. Skolen er opkaldt efter komponisten Carl Nielsen, der er født og opvokset i området omkring Nr. Lyndelse.
Skolen er tegnet af arkitekt Folke Olsen og blev indviet i 1960. De oprindelige bygninger er udført i gule mursten med rødt tegltag og udgør 9 klasseværelser, gymnastiksal, bibliotek, lærerværelse og faglokaler, samt Carl Nielsen salen. I 1970 blev skolen udbygget med en ny fløj i 2 etager med 9 klasseværelser og 6 nye faglokaler. Tilbygningen udføres som standardiseret betonelementbyggeri, såkaldt rationelt skolebyggeri. Seneste udbygning blev indviet i 1983 og gav bedre mødelokaler og forhold for administrationen. Denne tilbygning er tegnet af arkitekt Poul E. Kristensen, Rolfsted.
Skolen er i dag en 2-spors skole 0-9 klasse, med 387 elever (jan 2019). I perioden 2004-2007 havde Carl Nielsen Skolen fælles ledelse med Nr. Søby skole, hvorefter de to skoler blev lagt sammen i 2007 i Carl Nielsen Skolens lokaler.